# Altonaer Kinderkrankenhaus

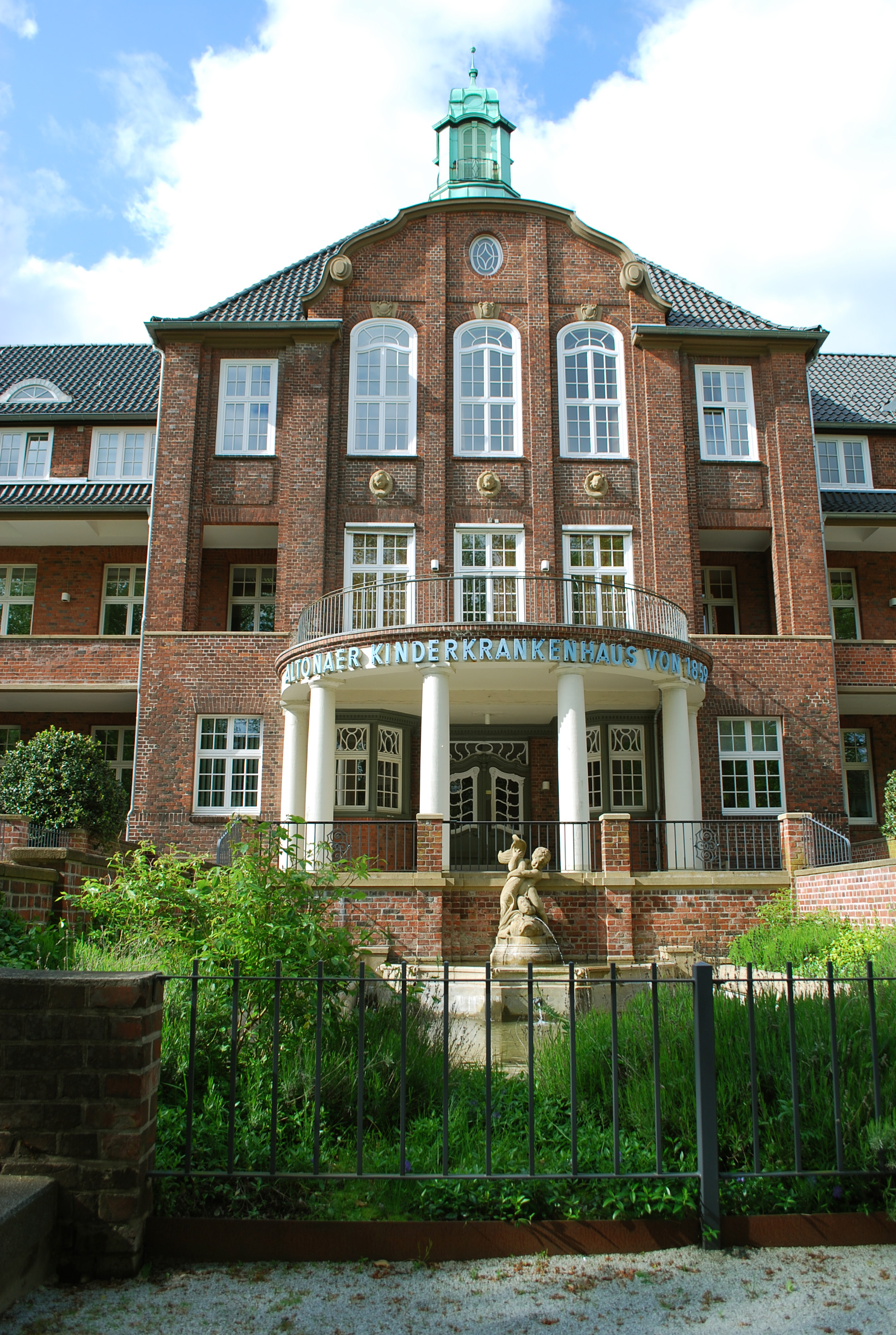
Früherer Haupteingang des Altonaer Kinderkrankenhauses in der Bleickenallee (Aufnahme: Mai 2016)

Das Altonaer Kinderkrankenhaus (Firma: AKK Altonaer Kinderkrankenhaus gGmbH) im Hamburger Stadtteil Ottensen ist ein seit 1859 bestehendes Fachkrankenhaus für Kinder und Jugendliche mit 206 Planbetten. Außerdem stehen 31 Plätze für teilstationäre Behandlungen zur Verfügung. Seit 2006 ist es eine Tochtergesellschaft des Universitätsklinikums Hamburg-Eppendorf (UKE).

## Geschichte

### Anfänge bis 1914
Im Januar 1859 initiierten Emma Poel und Ida Lempfert in der damals eigenständigen Stadt Altona eine Sammlung des „Weiblichen Vereins für Armen- und Krankenpflege in Altona“ zugunsten eines örtlichen Kinderhospitals. Zeitgleich mit dieser Kampagne bemühte sich auch ein „Komitee“ darum, Gelder für den Bau und Betrieb einer solchen Einrichtung einzuwerben. Differenzen über die zukünftige organisatorische Stellung und inhaltliche Ausrichtung des Kinderhospitals führten dazu, dass die beiden Initiativkreise getrennte Wege gingen. Das „Komitee“ um den Kaufmann Georg Heinrich Sieveking (1800–1878), den Arzt Caspar Theodor Kraus (1826–1892) und den Apotheker Herman Siemsen (1794–1870) gründete am 4. März 1859 einen Verein, der sich die Einrichtung und die Trägerschaft des Kinderhospitals zur Aufgabe machte.
Das Kinderhospital wurde am 24. Mai 1859 in der Großen Wilhelminenstraße 11 (heute Chemnitzstraße) eröffnet. Zunächst standen sechs Betten zur Verfügung, bereits im ersten Jahr erhöhte sich diese Zahl auf elf. Das festangestellte Personal bestand zunächst aus einer Hausmutter und einer Pflegerin, im Laufe des ersten Jahres kamen eine zweite Pflegerin sowie ein Dienstmädchen dazu. Für die medizinische Versorgung war kein festangestellter Arzt verantwortlich, sie erfolgte unentgeltlich durch Caspar Theodor Kraus. Am 6. September 1859 nahm die Poliklinik für die ambulante Versorgung Hilfsbedürftiger und Ratsuchender ihre Tätigkeit auf. Sie erbrachte ihre Leistungen ebenfalls kostenlos.
Der Wunsch nach größeren Räumlichkeiten und die Notwendigkeit, Patienten mit Infektionskrankheiten ausreichend isolieren zu können, motivierten bereits 1866 zum Kauf eines Hauses in der Blücherstraße. Dort blieb das Kinderhospital bis 1882. Die Zahl der Betten stieg in diesem Zeitraum von 18 auf 45. Bereits 1871 war absehbar, dass das allgemeine Platzangebot und die Möglichkeiten, die Ausbreitung hochansteckender Krankheiten zu verhindern, auch am neuen Standort unzureichend blieben. 1881 erwarb der Trägerverein darum ein Grundstück zwischen der Schauenburger Straße (heute Schomburgstraße) und der Großen Bergstraße. Das Vorderhaus an der Großen Bergstraße, ein ehemaliges Wohnhaus, wurde umgebaut, im Innenhof wurden Krankenbaracken errichtet. Das Kinderhospital verfügte nun über 60 beziehungsweise 68 Plätze. Das neue Haus konnte im Juli 1882 bezogen werden. Neben der Poliklinik nahm ab 1906 mit Unterstützung der Stadt eine Säuglingsfürsorge- und Mütterberatungsstelle ihre Arbeit auf.
Der Bedarf nach Betten stieg weiter, Engpässe zeigten sich schon in den 1890er-Jahren. Im ersten Jahrzehnt des 20. Jahrhunderts diskutierten die Verantwortlichen des Kinderhospitals darum umfangreiche Neubaupläne. Die Stadt Altona überließ dem Verein 16.000 Quadratmeter in unbebauter Umgebung an der Tresckowallee (heute Bleickenallee). Die Gesamtkosten des Neubaus beliefen sich auf 800.000 Mark, die Stadt übernahm davon 100.000 Mark. 500.000 Mark steuerte das Altonaische Unterstützungsinstitut von 1799 bei, eine Altonaer Bank, die sich bereits in früheren Jahrzehnten immer wieder an den Kosten des Kinderhospitals beteiligt hatte. Der Plan, eine Säuglingsstation in einem Stockwerk des neuen Kinderhospitals unterzubringen, erübrigte sich, weil Richard Henry von Donner, Inhaber des erfolgreichen Bankhauses Conrad Hinrich Donner Bank, dem Kinderhospital eine Hypothek im Wert von 350.000 Mark schenkte. Mit diesen Mitteln konnte auf dem Gelände des Kinderhospitals auch ein Säuglingsheim errichtet werden, das zusammen mit dem Kinderhospital betrieben wurde. Der Spatenstich erfolgte im August 1912, das Einweihungsfest fand am 24. Juni 1914 statt, der Umzug der Patienten aus der Großen Bergstraße zum endgültigen Standort an der Tresckowallee geschah am 18. Juli 1914. Hier stand nun ein „locker gefügter Gruppenbau mit Verbindungstrakten“ in einer Mischung aus Pavillon- und Korridorbauweise bereit.
Seit 1910 gehörte überdies ein Erholungsheim in Döse zum Kinderhospital. Es war ein Geschenk Conrad Hinrich Donners, der es zuvor schon ermöglicht hatte, dass sich dort jährlich 60 Kinder zur Erholung aufhalten konnten.

### 1914 bis 1945
Das Säuglingsheim verfügte bei Eröffnung über 60 Betten. 70 der 130 Betten des Kinderhospitals wurden kriegsbedingt ab Januar 1915 zweckentfremdet, denn im Kinderhospital wurde ein Reservelazarett eingerichtet. Die Leitung dieses Lazaretts lag bei Bernhard Grüneberg, der im Kinderhospital seit 1888 als ärztlicher Leiter fungierte. Grünebergs Doppelfunktion wurde möglich, weil er Stabsarzt der Landwehr war.
In der Zeit der Inflation und Hyperinflation musste das Kinderhospital mit Reichs-, Landes- und Provinzmitteln gestützt werden. Auch die Stadt Altona unterstützte das Haus. 1924 kamen Überlegungen auf, das Kinderhospital zu verstaatlichen. Diese Pläne scheiterten, weil private Spender zusammen 30.000 Mark aufbrachten. Die starke kommunale Beteiligung an den Betriebskosten führte dazu, dass sich Vertreter der Stadt in den Vorstand des Trägervereins begaben. Zu ihnen zählte Oberbürgermeister Max Brauer. In den 1920er-Jahren stieg das Kinderhospital in der Bleickenallee 38 hinter dem städtischen Krankenhaus zum zweiten Gesundheitszentrum auf. Neben den stationären Angeboten wirkte es durch seine Poliklinik, die Mütter- und Säuglingsberatungsstelle, die nichtstationäre Quarzlampenbestrahlung zur Bekämpfung von Rachitis, die Milchküche, die Einschulungsuntersuchungen und das Erholungsheim in Döse bei Cuxhaven. Diese Effekte wurden noch begünstigt durch die unmittelbare Nähe zur Entbindungsklinik in der Bülowstraße, die 1920 eingeweiht worden war.
1931 erfolgte die Inbetriebnahme eines gesonderten Infektionshauses, dessen Pläne bereits 1928 Gestalt angenommen hatten. Es sollte die Raumknappheit der Isolierstation überwinden. Dies gelang – die Kapazitäten wurden verfünffacht. Das von Erich Elingius im Stil des Neuen Bauens entworfene Gebäude umfasste 102 Patienten- und 26 Personalbetten. Die Gesamtkosten beliefen sich auf 965.000 Mark, die vom Freistaat Preußen, der Stadt Altona und durch Bürgerspenden aufgebracht wurden. 1956/57 erhielt der ursprünglich dreigeschossige Bau ein weiteres Stockwerk, die bestehenden Geschosse wurden umgebaut und in Teilen funktional umgewidmet.
1933 legte Bernhard Grüneberg sein Amt als ärztlicher Leiter nieder. Der Trägerverein wurde nach dem Führerprinzip umgestaltet. Eine neue Satzung von 1942 schränkte den Behandlungsauftrag auf „Kinder und Säuglinge deutschen oder artverwandten Blutes“ ein. 1942 wurde zugleich der Name der Einrichtung in Altonaer Kinderkrankenhaus geändert. Die Gebäude blieben von Beschädigungen durch Kriegseinwirkungen verschont.

### Zweite Hälfte des 20. Jahrhunderts
Bauliche und technische Erneuerungen im Bestand kennzeichneten die 1950er-Jahre. Im Jubiläumsjahr 1959 verfügte das Kinderkrankenhaus über 400 Betten, zwölf Ärzte kümmerten sich um die Patienten, ferner 115 Voll- und Lernschwestern. In den Bereichen Verwaltung, Technik, Hauswirtschaft und Labor betätigten sich weitere 95 Personen. Die Poliklinik wurde in den 1950er-Jahren geschlossen, die Mitversicherung von Kindern in der gesetzlichen Krankenversicherung ließ diese Versorgungsform als überholt erscheinen.
Auch das Altonaer Kinderkrankenhaus war vom zunehmenden Pflegepersonalmangel der 1950er- und 1960er-Jahre betroffen, der sich bundesweit in einer gravierenden Krise der Schwesternschaften ausdrückte. Zunächst hatten seit 1875 Schwestern der Evangelisch-Lutherischen Diakonissenanstalt für Schleswig-Holstein in Altona die Pflege übernommen. In späteren Jahren stellten DRK-Schwesternschaften das Personal, anschließend die des Helenenstifts, schließlich um 1920 die DRK-Schwesternschaft vom Schlump. Die Personalprobleme ließen sich erst lösen, als eine eigene Krankenpflegeschule und ein Betriebskindergarten eingerichtet wurden. Außerdem half der Bau eines Schwesternheims in unmittelbarer Nähe. Mehr und mehr Pflegefachkräfte waren in der Folgezeit direkt im Kinderkrankenhaus angestellt, die Ära der DRK-Schwesternschaft endete dort 1983 endgültig.
Die 1970er-Jahre waren im Altonaer Kinderkrankenhaus mit Erweiterungs- und Modernisierungsvorhaben verbunden, unter anderem im OP-Bereich. Im nachfolgenden Jahrzehnt war das Haus gemäß dem Hamburger Krankenhausplan gezwungen, Betten abzugeben. Zeitweilig kämpfte es um seine Existenz – von den zehn Krankenhäusern für Kinder beziehungsweise Kinderstationen in Hamburg überlebten fünf, das Altonaer Kinderkrankenhaus zählte dazu. 1994 entstand im Albertinen-Krankenhaus in Hamburg-Schnelsen die erste „Satellitenstation“ des Altonaer Kinderkrankenhaus. Dort geborene Neu- und Frühgeborene werden seitdem durch Personal des Kinderkrankenhauses versorgt. Eine zweite „Satellitenstation“ existiert seit 1996 im AK Altona (heute Asklepios Klinik Altona). Die neonatologische Intensivstation im Perinatalzentrum (PNZ) arbeitet dort eng mit der Geburtshilfestation der Asklepios Klinik Altona zusammen. Ein Intermediate-Care-Bereich zur Neugeborenenüberwachung ergänzt seit 2004 das dortige Leistungsspektrum. Das PNZ der höchsten Versorgungsstufe (Level I) ist besonders auf die Bedürfnisse kranker Neugeborener und Frühgeborener ausgerichtet.
Im Jahr 2000 begannen die Arbeiten am Neubau West, heute Zentralbau genannt. Dieser Verbindungsbau bot Platz für medizinische Stationen, einen neuen OP-Trakt, die Kinderorthopädie, die Notaufnahme und die Röntgendiagnostik. Außerdem gab es poliklinische Sprechstunden-Räume und auf dem Dach einen Hubschrauberlandeplatz. Die Stadt förderte den Bau, der das damalige Hauptgebäude (sogenanntes H-Haus) und das ehemalige Infektionsgebäude (I-Haus) verband, mit 34,2 Mio. DM, er konnte im April 2004 eingeweiht werden.

### Krise 2002 und Entwicklung seither
Ende 2002 geriet das Kinderkrankenhaus in finanzielle Schwierigkeiten, die Presse berichtete über eine mögliche Insolvenz und Schließung der Einrichtung. Die damalige Klinikleitung trat entsprechenden Gerüchten entgegen, machte aber deutlich, dass im Jahr 2003 durch die Umstellung der Abrechnungssystematik auf Fallpauschalen erhebliche Finanzprobleme zu erwarten seien. Ein Sparprogramm sah vor, das drohende Defizit von 2,4 Mio. Euro durch ein Bündel von Maßnahmen auf die Hälfte zu drücken. Zu diesen Maßnahmen zählten Spendenwerbung, der Lohnverzicht leitender Angestellter, veränderte Arbeitszeitmodelle, modifizierte Abteilungsstrukturen, Vorruhestand und Altersteilzeit. Im Februar 2003 begann die Suche nach einem strategischen Partner. Im November 2003 stand dieser Partner fest: Das Universitätsklinikum Hamburg-Eppendorf (UKE) übernahm die Betriebsleitung des Altonaer Kinderkrankenhauses, dazu wurde eine Managementgesellschaft gegründet, an der das UKE 94 Prozent der Anteile hielt, der Verein Altonaer Kinderkrankenhaus von 1859 e. V. 6 Prozent. Zugleich wurde dem UKE eine Kaufoption gewährt. Nach Vereinbarung dieser Zusammenarbeit entfielen im Kinderkrankenhaus 50 Stellen, bestimmte medizinische Doppelkapazitäten wurden an einem Standort konzentriert, außerdem verzichteten die Mitarbeiter 2003 auf 80 Prozent des Weihnachtsgeldes.
Nachdem die Sanierungsziele rasch erreicht waren, übte das UKE seine Kaufoption aus. Mitte 2005 übernahm es das Kinderkrankenhaus für einen symbolischen Euro. Zuvor stimmte das Bundeskartellamt zu, auch die Stadt war mit der Grundstücksübertragung einverstanden. Seit dem 1. September 2006 ist das Altonaer Kinderkrankenhaus eine eigenständige Tochter des UKE. Mit dieser Anbindung an das UKE entstand die damals größte Kinderklinik Deutschlands.
Seit 2005 besteht mit einer stationären Einrichtung aus Geesthacht eine Kooperation zum Betrieb einer Früh-Rehabilitationsstation im Altonaer Kinderkrankenhaus. Im September 2006 nahm das erste pädiatrische Medizinische Versorgungszentrum im Hamburger Raum seine Arbeit auf, es versorgt seither chronisch kranke Kinder in enger Anbindung an das Krankenhaus. Ein dritter „Satellit“ des Altonaer Kinderkrankenhauses entstand im Juli 2008: Im Klinikum Pinneberg (heute zu den Sana Kliniken gehörend) stellt die Hamburger Einrichtung das Personal für die Kinderabteilung inklusive der Notfallambulanz. Die Bedeutung der Kinderorthopädie im Altonaer Kinderkrankenhaus ist 2011 durch die Einrichtung des bundesweit ersten Lehrstuhls in diesem Fachgebiet unterstrichen worden.
Das Altonaer Kinderkrankenhaus eröffnete im April 2011 offiziell seinen „Lufthafen“, dessen Bau im Dezember 2009 begonnen hatte. Die Einrichtung, die der Versorgung von jungen Dauerbeatmungspatienten dient, kostete 6,7 Mio. Euro; knapp 6 Mio. Euro brachten Bund und Land auf, rund 800.000 Euro kamen durch Spenden zusammen. Eine derartige Spezialeinrichtung für Kinder fehlte bis zu diesem Zeitpunkt in Norddeutschland. Aufgrund der Auslastung des Lufthafens wurde im Jahr 2015 eine Erweiterung um sieben zusätzliche Patientenbetten beschlossen. Im Dezember 2014 eröffnete das Ronald McDonald Haus am Altonaer Kinderkrankenhauses. Es ist für Familien schwerkranker Kinder gedacht, die im Kinderkrankenhaus behandelt werden. Die neue Cafeteria nahm im Dezember 2014 ebenfalls ihren Betrieb auf. Im Juni 2016 wurden zwei zur Erweiterung der Kapazitäten neu gebaute OP-Säle eingeweiht. Im Dezember 2016 eröffnete das Kinderkrankenhaus seine erweiterten Räumlichkeiten des „Lufthafens“. Im Dezember 2017 wurde der Grundstein für die neue Interdisziplinäre Notaufnahmestation (INA) gelegt, die am 4. April 2019 eröffnet wurde.

## Medizinische Schwerpunkte und Fallzahlen

### Fachabteilungen
Im Altonaer Kinderkrankenhaus gibt es folgende Fachabteilungen mit entsprechenden medizinischen Behandlungsschwerpunkten:
- Pädiatrie (Kinderheilkunde) mit den Schwerpunkten Pneumologie und Allergologie, Diabetologie, Endokrinologie, Nephrologie, Gastroenterologie sowie Neuropädiatrie,
- Neonatologie (Neu- und Frühgeborenenmedizin sowie Neu- und Frühgeborenvorsorge),
- Kinderchirurgie (inklusive Sektion für Brandverletzungen),
- Kinderorthopädie mit Schwerpunkt Wirbelsäulenchirurgie,
- Kindertraumatologie,
- Kinderneurochirurgie,
- Kinderurologie,
- pädiatrische Anästhesiologie,
- pädiatrische Radiologie sowie
- Kinder- und Jugendpsychosomatik.[60]
- Pädiatrische Hals-, Nasen- und Ohrenheilkunde[61]

### Interdisziplinäre Behandlungszentren
Über die Fachabteilungen hinaus existieren interdisziplinäre Behandlungszentren. Sie widmen sich abteilungsübergreifend komplexen Erkrankungen. Zu diesen Zentren gehören das Perinatalzentrum Altona (PNZ), Standort Asklepios Klinik Altona, das pädiatrische Wirbelsäulenzentrum, der „Lufthafen“ als Zentrum für Langzeitbeatmung, das Kinderschmerzzentrum, das Zentrum für Darm- und Ernährungsstörungen, das Kleinwuchszentrum sowie die interdisziplinäre Handchirurgie.

### Medizinisches Versorgungszentrum
Das Medizinische Versorgungszentrum bietet die stationär vorhandenen Kompetenzen in den Bereichen der Kinder- und Jugendendokrinologie, der Kinder- und Jugenddiabetologie, der Kinder- und Jugendpsychiatrie und Psychotherapie inklusive Sozialpsychiatrie sowie der Kinderchirurgie ambulant an, sodass Behandlungen auch ohne Krankenhausaufenthalt möglich sind.

### Fallzahlen
2018 versorgte die Einrichtung nach eigenen Angaben 12.100 Patienten stationär, 3.400 Patienten teilstationär und 40.000 Patienten aus ganz Deutschland ambulant.

## Gebäude

### Lage
Die Gebäude des Altonaer Kinderkrankenhauses befinden sich auf einer Fläche in Hamburg-Ottensen, die im Süden von der Bleickenallee, im Westen von der Grünebergstraße und im Norden von der Lisztstraße begrenzt wird. Östlich schließen sich das Gelände des Lankenaustifts und die frühere Entbindungsklinik in der Bülowstraße an sowie nördlich der Bülowstraße ein Hochbunker und ein Spielplatz.

### Einzelgebäude
Das alte Hauptgebäude mit dem alten Haupteingang wird als H-Haus bezeichnet, es liegt parallel zur Bleickenallee. Es bietet heute Raum für die Krankenhausverwaltung, für die Rehabilitation und für ein Schulungszentrum. Links beziehungsweise westlich davon liegt das S-Haus. Hier befand sich früher das Säuglingsheim, heute sind hier das Medizinische Versorgungszentrum und die pädiatrische Tagesklinik mit psychosomatischem Schwerpunkt untergebracht.
Zwischen H-Haus und S-Haus, vor allem aber nördlich des H-Hauses befindet sich der Neubau West, heute als Zentralbau bezeichnet. Er enthält Räumlichkeiten für Ambulanzen, für die Intensivstation, die Tagesklinik und die Orthopädie. Der Zentralbau quert die Bülowstraße.
Am Nordende des Zentralbaus schließt östlich das alte Haus I an, früher Infektionshaus genannt. Hier sind vier Stationen untergebracht. Es liegt nördlich der Bülowstraße. Nördlich vom I-Haus befindet sich ein im Bau befindlicher Erweiterungskomplex, der bis Ende 2019 fertiggestellt sein soll.
Hinter dem Ostflügel des alten Hauptgebäudes (H-Haus) befinden sich die Cafeteria und das Ronald McDonald Haus.
Der „Lufthafen“ liegt im nordwestlichen Bereich des Geländes, ein Teil des Gebäudes verläuft parallel zur Grünebergstraße. Das „Ganglabor“ bildet seit 2012 den nordöstlichen Schlusspunkt des Gebäude-Ensembles.
Im Innenhof-Bereich findet sich ein Kinderspielplatz.

### Denkmalschutz
H-Haus und S-Haus, beide vor dem Ersten Weltkrieg errichtet, sind architektonisch von Curt Francke konzipiert worden. Er nutzte für die Fassade Rotklinker, die Befensterung ist überwiegend in Weiß ausgeführt. Als Vorbild dienten norddeutsche Herrenhäuser. Der Bau gilt als ein Beispiel der Reformarchitektur. An Details, zum Beispiel am Bauschmuck, zeigt sich das Bemühen, auf Bedürfnisse junger Patienten einzugehen. Eine Reihe verspielter und märchenartiger Motive an der Außenfassade unterstreicht diesen Bezug.
Im Oktober 2000 sind das heutige H-Haus und S-Haus unter Denkmalschutz gestellt worden. Auch Nachbargebäude wurden zeitgleich ausgezeichnet und geschützt: die ehemalige Frauenklinik samt Bunker in der Bülowstraße, das Gymnasium Hohenzollernring sowie das Lankenaustift. Das Ensemble gilt als bedeutendes Dokument für die Altonaer Stadtentwicklung und Sozialgeschichte. Auch die besondere künstlerische Gestaltung der einzelnen Anlagen gilt als ein Grund für deren dauerhafte Erhaltung.

## Funktionen und Mitgliedschaften

### Versorgungsauftrag
Das Altonaer Kinderkrankenhaus zählt zu den Einrichtungen, die im Krankenhausplan Hamburgs erfasst sind. Neben der Versorgung Früh- und Neugeborener und der allgemeinpädiatrischen Versorgung mit breit gefächertem Spezialwissen sowie einer umfangreichen Säuglings- und Kinderchirurgie nimmt es uneingeschränkt an der Notfallversorgung teil.

### Ausbildung
Als akademisches Lehrkrankenhaus der Universität Hamburg bildet das Altonaer Kinderkrankenhaus regelmäßig Studenten der Humanmedizin aus. Diese Ausbildung erstreckt sich auf nahezu alle Abteilungen der Einrichtung, insbesondere auf die Pädiatrie.
Das Kinderkrankenhaus ist ebenfalls Träger und Betreiber einer staatlich anerkannten Kinderkrankenpflegeschule mit 135 Ausbildungsplätzen.

### Pädiatrisches Netzwerk
Das Altonaer Kinderkrankenhaus ist Mitgründer und Mitglied des Vereins PaedNet Hamburg e. V. Diesem Verein gehören ein weiteres Kinderkrankenhaus und eine Klinik an sowie niedergelassene Kinder- und Jugendärzte. Zu den Mitgliedern zählen außerdem Ergotherapeuten, Krankengymnasten, Ernährungsberater und Logopäden. Der Verein versteht sich als Qualitätsgemeinschaft, die sich speziell der Versorgung von Kindern und Jugendlichen widmet.

## Sonstiges

### Erste Baby-Hilfe
Am Altonaer Kinderkrankenhaus wird unter dem Namen Erste Baby-Hilfe eine von fünf Babyklappen im Hamburger Stadtgebiet betrieben.

### Mediale Nutzung
Das Kinderkrankenhaus fungierte bei Dreharbeiten als Filmkulisse, beispielsweise für den Kriminalfilm „Teuflischer Engel“ aus dem Jahr 2000. In einem Wimmelbilderbuch von 2013 dient es dazu, Räumlichkeiten, Personal und Arbeitsabläufe in einem Kinderkrankenhaus vorzustellen.

### Spenden
Spenden für das Altonaer Kinderkrankenhaus haben eine lange Tradition, denn es wurde mit derartigen Mitteln gegründet. Auch in den letzten Jahren ist das Altonaer Kinderkrankenhaus mit vielen Spenden unterstützt worden. Als Großspender betätigten sich dabei mehrfach die Inhaber von Gebr. Heinemann, auch die Hermann Reemtsma Stiftung spendete 700.000 Euro für den Ausbau des „Lufthafens“. Cornelia Poletto agiert seit 2007 als Schirmherrin der Einrichtung und appelliert dabei auch an die Spendenbereitschaft Interessierter.

## Anhang